# D'Andrimont
D'Andrimont is een sinds 1977 tot de Belgische adel behorend geslacht.

## Geschiedenis
De stamreeks gaat terug tot Johanchon de Mollin del Vaulx, molenaar bij Herve, die in 1524 voor het eerst wordt vermeld. Nageslacht werd onder andere ook molenaar en brouwer. In 1854 volgde naamswijziging van Dandrimont in d'Andrimont. Notabele nakomelingen waren de broers en volksvertegenwoordigers Julien d'Andrimont (1834-1891) en Léon d'Andrimont (1836-1905). Op 8 februari 1977 werd Georges Richard Ghislain Marie d'Andrimont (1911-1995) verheven in de erfelijke Belgische adel. Zijn nageslacht draagt de titel van jonkheer of jonkvrouw. Anno 2017 zijn er nog twee mannelijke telgen (geboren in 1951 en 1982).
Van dezelfde stamvader stamt het Belgische adellijke geslacht Godin.

## Filiatie D'Andrimont - Godin
Henry-Toussaint de Mollin (1590-1654)
- Jean-Henry de Mollin d'Andrimont (1619-1681)
  - Jean dit d'Andrimont (1645-1725)
    - Bernard d'Andrimont (1677-?)
      - Henri d'Andrimont (1715-1800)
        - Toussaint Dandrimont (1757-1822)
          - Henri Dandrimont (1785-1845)
            - Julien d'Andrimont (1814-1886)
              - Julien d'Andrimont (1834-1891)
                - Maurice d'Andrimont (1861-1917)
                  - Henri d'Andrimont (1884-1948)
                    - Jhr. Georges d'Andrimont (1911-1995), stamvader van het adellijke geslacht d'Andrimont
- Henry-Toussaint de Mollin dit Godin (1620-1676)
  - Henry-Toussaint dit Godin (1658-1724) (1700-1757)
    - Hubert Godin (1700-1757)
      - Arnold Godin (1733-1806)
        - Pierre-Arnold de Godin (1766-1843)
          - Arnold Godin (1790-1837)
            - Arnold Godin (1816-1899)
              - Arnold Godin (1859-1923)
                - Dr. Arnold ridder Godin (1889-1982), stamvader van de oudste tak Godin
                - Jhr. dr. Edmond Godin (1893-1982), stamvader van de tweede tak Godin

          - Théodore Godin (1813-1884)
            - Jules Godin (1858-1922)
              - François-Xavier Godin (1911-1959), stamvader van de derde tak Godin
              - Théodore Godin (1913-1957)
                - Jhr. Théodore Godin (1952), stamvader van de vierde tak Godin

### Wapenbeschrijving
In sinopel, een antiek molenijzer van goud. Een helm van zilver, gekroond, getralied, gesierd en omboord van goud, gevoerd en gehecht van keel. Dekkleden: goud en sinopel. Helmteken: een gouden zon. Wapenspreuk: 'Courage et tenacité' in letters van goud, op een lint van sinopel.

## Enkele telgen
Jhr. Georges Richard Ghislain Marie d'Andrimont (1911-1995)
- Jhr. Baudoin d'Andrimont (1951), chef de famille
  - Jhr. Loïc d'Andrimont (1982), vermoedelijke opvolger als hoofd van het huis

### Adellijke allianties
- De Hemptinne (1941), Huyttens de Terbecq (1961), De Crombrugghe de Looringhe (1966), Verhaegen (1968)